# باریش آکارسو
باریش آکارسو (به ترکی استانبولی: Barış Akarsu) (۲۹ ژوئن ۱۹۷۹ آماسرا - ۴ ژوئیه ۲۰۰۷ بودروم) از خوانندگان بسیار محبوب و پرنس راک ترکیه بود.
این خواننده فقید ترکیه‌ای در ۲۹ ژوئن سال ۲۰۰۷ برای اجرای کنسرتی به نفع کودکان به بودروم سفر کرده بود ولی هنگام بازگشت از این کنسرت دچار سانحه رانندگی شد و در ۴ ژوئیه ۲۰۰۷ در اثر شدت جراحات وارده در بیمارستان درگذشت.

## زندگی‌نامه
یکی از سرشناسان و بزرگان حرفه‌ای موسیقی راک ترکیه باریش آکارسو بود که در مدت کوتاه زندگی خود آثار بسیار زیبایی را برای طرفداران خود به یاد گذاشت. باریش آکارسو از هاتیجه (خدیجه) خانم و آقای صلاحتین (صلاح الدین) در یکی از روزهای تابستان به تاریخ ۲۹/ ژوئن /۱۹۷۹ در یکی از شهرهای ترکیه به نام " آماسراصاحب یک فرزند پسر شدندو نام او را (صلح) نام‌گذاری کردند باریش در دریای اماسرا بزرگ شده و دوران تحصیلش را در آماسرا گذرانده، برای باریش ساحل و دریا و موتورش همیشه مهم بودند. (جایگاه مهمی برای او دارد) عشق موسیقی در باریش با زدن فولوت آغاز شد و با زدن گیتار در ساحل ادامه یافت.
وی که در کنار خانواده بسیار بافرهنگی بزرگ شده بود با پدر خود نه تنها رابطه پدر و پسری بلکه رابطه دو دوست بسیار صمیمی را برقرار می‌کرد. آکارسو از کودکی به موسیقی علاقه فراوانی داشت و یکی از طرفداران پروپاقرص جم کاراجا (یکی از سرشناسان موسیقی راک ترکیه) بود. وی که در رشته مورد علاقه خود یعنی کنسرواتوار موسیقی تحصیل کرد، برای اولین بار با شرکت در یکی از مسابقات پاپ استار و کسب مقام نخست از این مسابقه، توانست طرفداران بسیاری را از آن خود کند. باریش اکارسو در طول مدت مسابقه، ترانه‌های زیبایی از جم کاراجا و باریش مانچو اجرا می‌کرد که بینندگان از طرز اجرای موسیقی وی بسیار خشنود می‌شدند. او نه تنها با صدای زیبای خود طرفداران موسیقی را به خود جذب کرده بود بلکه با اخلاق و رفتار پسندیده‌اش نیز مورد تحسین داوران مسابقه و بزرگان موسیقی قرار گرفته بود. باریش آکارسو بعد از کسب مقام نخست در مسابقه پاپ استار، آلبوم بسیار زیبایی را روانه بازار نمود که چند ویدئو کلیپ را نیز برای بهترین ترانه‌های آلبوم تهیه نمود. این آلبوم که در بازار موسیقی یکی از پرفروش‌ترین آلبوم‌های آن سال انتخاب گردید، بسیاری از جوایز موسیقی را نیز از آن خود کرد. او که در مقابل ظلم و ستم مقابله می‌کرد ترانه‌ای را نیز خطاب به بوش ریاست جمهوری اسبق آمریکا اجرا کرده بود که در آن ترانه خشونت بوش و کاخ سفید را نمایش می‌داد. آکارسو در هنگام تهیه آلبوم دوم خود که بسیاری از کنسرت‌های خیرخواهانه‌ای را نیز اجرا می‌کرد، باریش آکارسو که آثار بسیار زیبایی از خود به جا گذاشته‌است، به عنوان یکی از بزرگان موسیقی راک ترکیه نامیده می‌شود. آکارسو قبل از مرگ تعدادی از ترانه‌های آلبوم دوم خود را در استادیو تکمیل کرده بود که شرکت موسیقی با تکمیل کردن ملودی ترانه‌ها، آلبوم دوم وی را با نام " جدایی، سرزده می‌آید " روانه بازار کرده و ویدئو کلیپی را نیز متشکل از عکس‌ها و تصاویر قبلی وی در آن قرار دادند. گفتنی است که تمام درآمد حاصل از فروش این آلبوم به موسسات خیریه بخشیده شد.
باریش آکارسو به همراه مردمی که او را قبول داشتن در تاریخ ۱۴ / اوجاک/۲۰۰۵ آلبومی با نام islak islak که کارگردانیش را سردار اوزتوپ و بااتیکت شرکت سیهان موزیک به صورت حرفه‌ای وارد دنیای موسیقی شد.

## آلبوم Islak Islak
Islak islak "خیس خیس "
Kimdir o «اون کیه»
Amasra «آماسرا»
Mavi «آبی»
Gel gor beni Ask neyledi " بیا ببین منو عشق چکاری کرد "

## دومین آلبوم
در تاریخ ۱۷/ آیوستوس/۲۰۰۶ دومین آلبوم خود را به نام "قبل از این که به بیوقتم باید به ابر‌ها بدوم" در شرکت کارگردانی آیهان اورهانتاش و ارگین آلتینل ساخت و با اتیکت شرکت سیهان موزیک روانه بازار شد. این آلبوم از ۱۰شعر جدید و ۱ شعر قدیمی تشکیل شده. در این آلبوم دو اثر هم از خود باریش به نامهای"من" و "بسه دیگه" و یکی از اثرهایی که صر و صدای زیادی آورد و نامزد خیلی از جایزه‌ها شد و جایزه هارا گرفت و به نام "زدم تا ته " در آلبوم جای دارد که این اهنگ‌ها زیاد تر سیاسی بود و به مشکلات و فسادهای ترکیه را در ویدیو خود انشتار می‌داد

## فلسفه زندگی
اصلی‌ترین فلسفه باریش اکارسو این بود که " محبت و انسانیت را هیچ وقت از قلبتان کم نکنید چون محبت و انسانیت کلید همه مشکلات است.
باریش آکارسو خارج از موسیقی به پروژه دیگری امضا’ زد، در کانال Star باسریال Yalanci Yarim "یار دروغین" در نقشه اول این فیلم انجام وظیفه می‌کرد و مهمان خانه‌های ما شد لازم به ذکر است در این سریال آهنگ‌های بسیار زیبایی از جمله آهنگ Gozlerin (چشمهات) را خواند
با فوت این بازیگر بسیار محبوب، برای بازی کردن ادامه نقش او در این سریال بسیار پر طرفدار جنجالی بود؛ تا بالاخره این سریال با بازی یکی دیگر از ستاره‌های ترکیه به اتمام رسید.
در طول مسابقه گروهی به اسم(BAG(Barış’ı anlayanlar grubu یعنی (گروه درک کنندگان باریش) شروع به کار کردند و هر روز بزرگتر می‌شود، باریش این گروه را این‌طور بیان می‌کند: "خانواده‌ای پر از دوستی‌های بزرگ"، باریش آکارسو بخاطر اینکه بچه‌ها را خیلی دوست داشت برای بچه‌های بی سرپرست، پروژه‌ای شروع کرد که اسمش را "یک کاره خیر" گذاشت، و در روز ۲۳ / هازیران / ۲۰۰۷ کنسرتی در قلعه بودروم با هوادارانش دیدار کرد که این آخرین کنسرت و پروژه خیر خواهانه باریش بود.

## مرگ

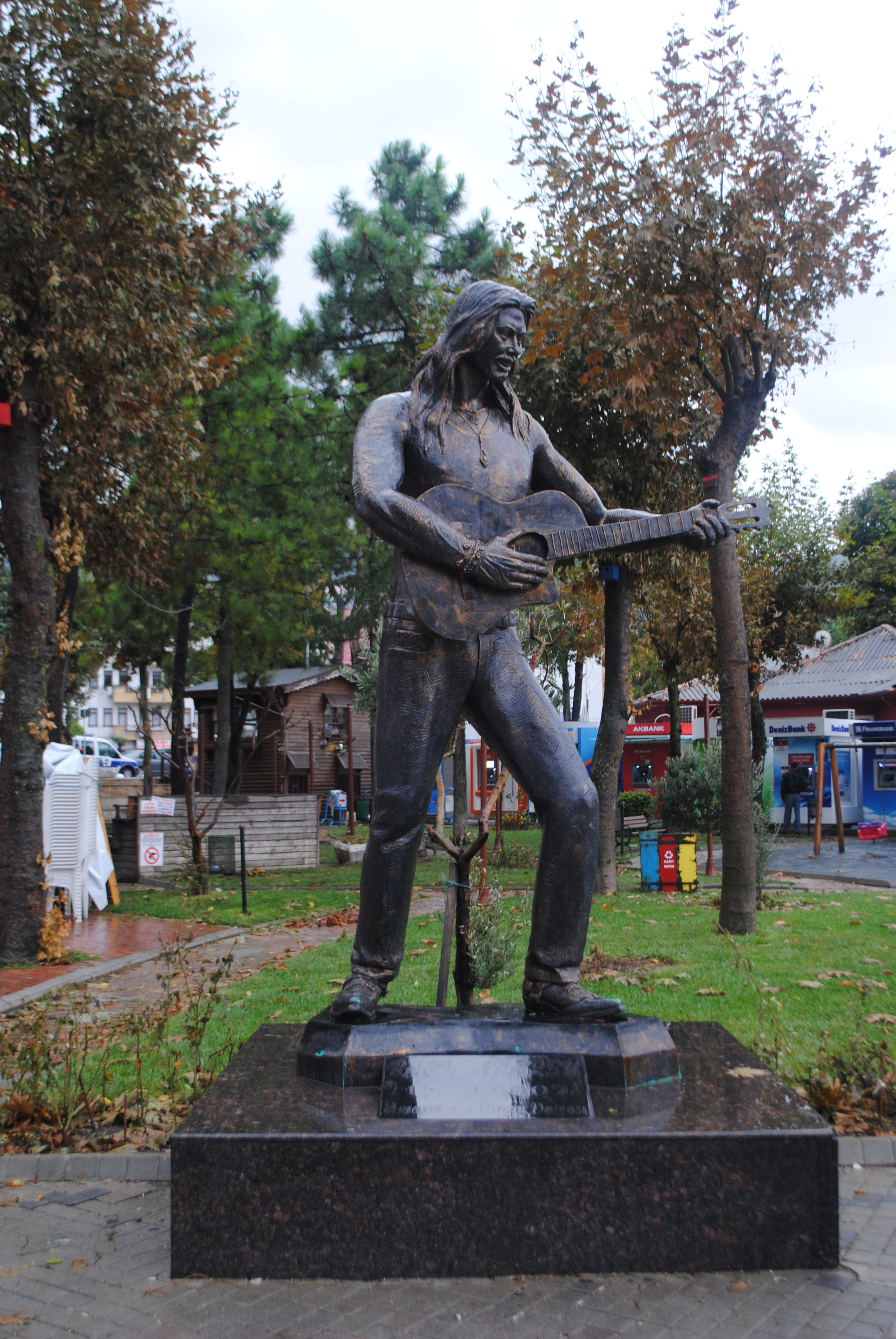
ساخته مجسمه یاد بود از باریش آکارسو

در حالی که شروع به ساختن آلبوم سوم خود بود، در روز جمعه، تاریخ ۲۹ / هازیران / ۲۰۰۷ برای جشن تولد ۲۸ سالگی خود آماده شده بود و در راه برگشت از یک کنسرتی که برای کودکان گذاشته بود (در بودروم / در مکانی به نام " توبرا کاوشاگیندا ") تصادف کرد.
در روز حادثه دو تن از دوستانش در جا مردند و باریش که به شدت زخمی شده بود به بیمارستان ویژه بودروم انتقال داده شد، بعد از پنج روز در تاریخ ۴ / تموز / ۲۰۰۷ روز چهارشنبه در ساعت ۲۰:۳۰ از دنیا رفت.
باریش آکارسو که در اوج خودش از دنیا رفت، شاید بتوان گفت چیزی که باعث شد بعد از مرگش طرفدارانش بیشترم بشود این بودکه روز تولدش هنگامیکه از کنسرت خیریه بازمی‌گشت تصادف کرد و از دنیا رفت بعد از مرگ این خواننده میدانی که در ان تصادف کرده بود در سال ۲۰۱۲ از اول میدان را بازسازی کردن و نام میدان را باریش کاوشاگی گذاشتن و در سال ۲۰۱۳ هم مجسمه باریش اکارسو در شهر اماسرا قرار گرفت بعد مرگ این خواننده همهی کانال‌های تلویزیونی از جمله atv - kral tv- star tv - fox turk متن خدا حافظ پسر صورت زیبا را زیرنویس کرده بودند و بعد مرگ در بیمارستان جنازه اش به شهر اماسرا منتقل شد و به خاک سپرده شد.

## معروف‌ترین آهنگ‌ها
می‌توان به،Gozlerin,Islak Islak,Aldirma,Allahim Guc Ver Bana,Zor Ask,Amasra,Gel Gor Beni Ask Neyledim,Gemiler,Ruzgar اشاره کرد.

## برخی از جایزه‌های باریش آکارسو
1. نفر اول مسابقه آکادمی ترکیه در هازیران / ۲۰۰۴ با خواندن آهنگ‌های Annem , Gemiler , Endamın Yeter(باریش هفته‌های متوالی اول شد که بزرگترین تأثیر صدا، خوش چهره و خوش‌اندام بودنش بود؛ ترکیه‌ای‌ها که باریش آکارسو را خیلی دوست داشتن در تموز سال ۲۰۰۴ مسابقه را با مقام اولی تمام کرد و در استانبول ساکن شد)
2. از رادیو اولای اف ام در سال ۲۰۰۵ به عنوان بهترینها: بهترین خواننده راک که با قدرت وارد دنیای موسیقی شد.
3. از مجله فیوچر به دلیل درست کردن آنکت در مدرسه‌ها: در سال ۲۰۰۵ به عنوان دوستداشتنی ترین «محبوبه» خواننده راک.
4. گروه مدال آبی که بنیان‌گذار، جایزه شعر موسیقی طلایی _ به عنوان بهترین خواننده پاپ راک.
5. مراسم اعطاء جوایز دانشگاه استانبول برای ارتباط / جایزه مخصوص جم کاراجا.
6. (مؤسسه سلامتی سراسری، آموزش و خدمت‌های مردمی) به عنوان بهترین آنکت موسیقی راک در سال.
7. جایزه مخصوص جم کاراجا در کانال اکسپو. (۱ / نی سان / ۲۰۰۷)
8. مراسم اعطاء جوایز موسیقی تصویری از کانال کرال.. بهترین خواننده راک(۰۹٫۰۵٫۲۰۰۷)انتخاب شد